# 中国共産党歴史展覧館
中国共産党歴史展覧館（ちゅうごくきょうさんとうれきしてんらんかん）は中国北京市朝陽区北辰東路と大屯北路の交差点にあるオリンピック公園竜形水系の隣にある。中国共産党の歴史を紹介する展示館である。

## 沿革
2018年9月10日、中国共産党歴史展覧館は建設工事を開始し、2021年5月5日に竣工し、200余りの単位、5万人近くが建設工事に参加した。
2021年6月18日、中国共産党歴史展覧館は正式に開館した。同日、習近平、李克強、栗戦書、汪洋、王滬寧、趙楽際、韓正、王岐山などの党と国家の指導者が展覧館を訪問し、「『不忘初心、牢記使命』中国共産党歴史展覧会」を見学した。展覧館は7月1日から正式に公開される。